# Crátera de Piranesi

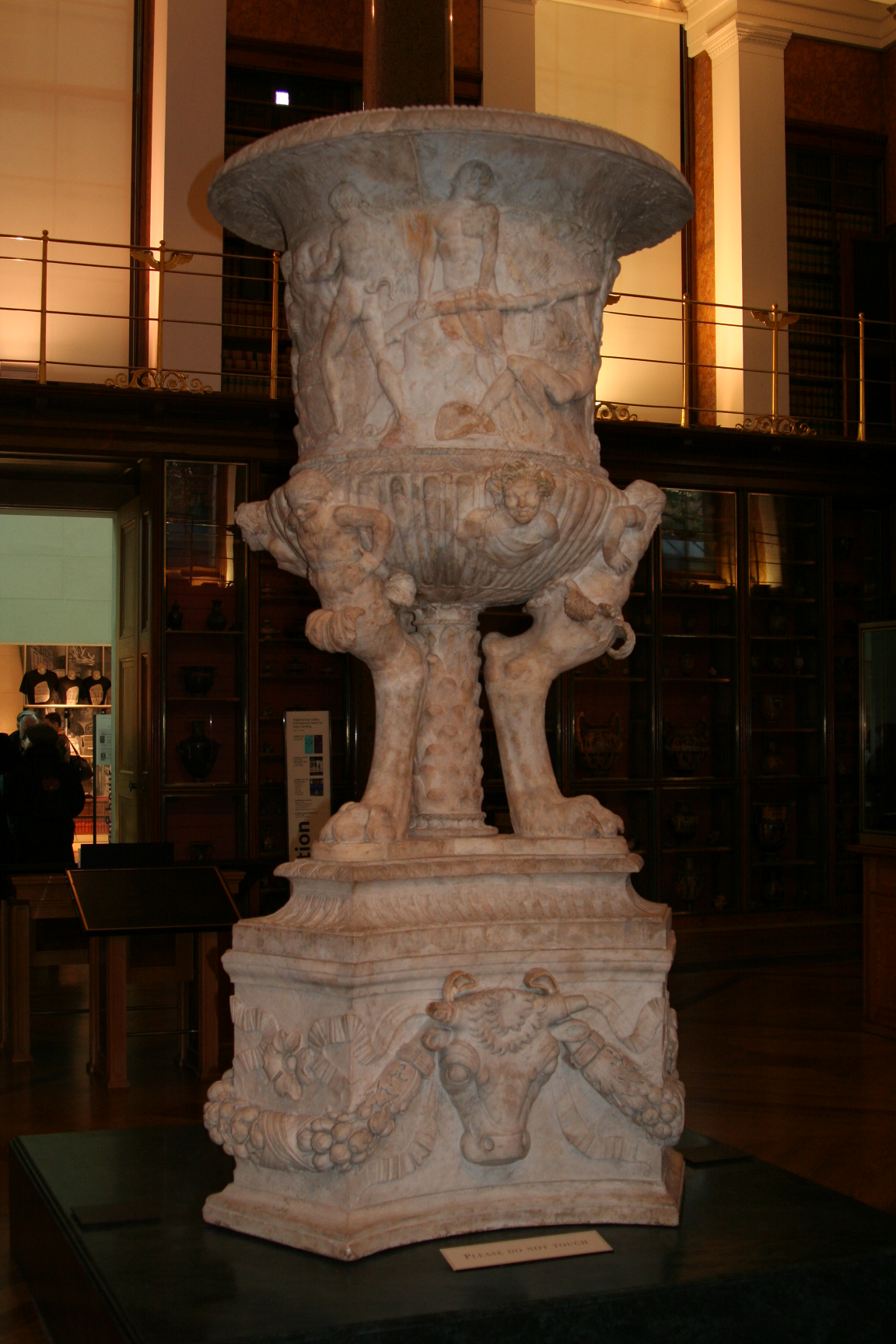
La crátera de Piranesi en el Museo Británico

La crátera de Piranesi o vaso de Boyd es una crátera de cáliz de mármol colosal reconstruido de la antigua Roma, sobre tres patas y una base triangular, con un relieve alrededor de los lados del vaso. Tiene 107 pulgadas (2,71 m) de altura y 28 pulgadas (0,71 m) de diámetro.
La parte superior está al estilo del Vaso Borghese . La parte inferior, que no era original, estaba influenciada por el Vaso Torlonia, un célebre mármol romano neoático de la colección del cardenal Albani . De manera similar, se apoya en las patas de tres leones – que en el caso del vaso de Torlonia fueron adiciones del siglo XVI.
La crátera fue restaurada y/o reconstruida por el artista Giovanni Battista Piranesi, a partir de una gran cantidad de fragmentos romanos de la Villa Adriana en Tívoli, donde Gavin Hamilton estaba excavando en la década de 1770. Como se mencionó anteriormente, partes del vaso de Piranesi son un pastiche – su tallo y soportes están hechos de una variedad de fragmentos antiguos no relacionados complementados con partes modernas a juego. Otras partes son reconstrucciones minuciosas, hábiles y precisas. Su friso utiliza numerosos fragmentos originales para reproducir una escena de sátiros haciendo vino. La escena fue modelada en un altar romano en Nápoles que en el siglo XVIII estaba en la colección del Príncipe de Francavilla e ilustrada en el Recueil d'Antiquités de 1757 de Bernard de Montfaucon .
La crátera de Piranesi y el llamado vaso Warwick se encuentran entre los proyectos de restauración más ambiciosos en los que participó Piranesi. Cada vaso estaba representado por tres placas en Vasi, Candelabri e Cippi, una recopilación de grabados realizada en 1778. El vaso se vendió como un auténtico artefacto romano antiguo, lo que se consideraba una práctica aceptable en ese momento.
El diario de un turista holandés menciona el vaso en el taller de Piranesi en 1776. En algún momento de ese año fue adquirida por Sir John Boyd durante su Gran Tour . Era un rico propietario de las Indias Occidentales y director de la Compañía Británica de las Indias Orientales, y lo exhibió en los terrenos ajardinados de su mansión neopalladiana Danson House en Bexley, donde las pinturas murales del comedor retomaron los temas báquicos del vaso.
Fue comprado a los eventuales herederos de Boyd y Hugh Johnston por el Museo Británico en 1868. Se exhibió en el Orangery del Palacio de Kensington desde 1955 a 1976. Ahora se encuentra en la Galería de la Ilustración del Museo Británico.